# Volley Masters Montreux
Volley Master Montreux - żeński turniej siatkarski, odbywający się co roku w szwajcarskim Montreux, z udziałem najlepszych żeńskich reprezentacji siatkarskich.

## Historia
Turniej w Montreux, po raz pierwszy odbył się w 1984 roku. Odbywa się cyklicznie od 1998 roku. W 1986 po raz pierwszy odbyły się rozgrywki Mini Volleyball dla juniorów i kadetów. W 1990  turniej zmienił nazwę na BCV Volley Cup.
W 1994 roku ustalono rekord oglądalności, bowiem aż 15.000 widzów oglądało zmagania siatkarskich reprezentacji. Po raz pierwszy, w 1995 zorganizowano konferencję prasową dla FIVB, a  w 1996 relacje z zawodów nadawała telewizja brazylijska.
Wielkim wydarzeniem było nadanie istniejącemu BCV Volley Cup, nazwy Volley Masters, odbyło się to w 1998 roku.
W 2004 roku Turniej w Montreux z serii Masters, obchodził 20. rocznicę istnienia. Szwajcarski turniej zwiastuje początek sezonu reprezentacyjnego wśród kobiet.

## Zwyciężczynie
| Rok  | 1 miejsce      | 2 miejsce  | 3 miejsce  |
| ---- | -------------- | ---------- | ---------- |
| 1984 | Holandia       | Szwajcaria | Francja    |
| 1985 | Czechosłowacja | Włochy     | Szwajcaria |
| 1986 | Francja        | Polska     | Szwajcaria |
| 1987 | Szwajcaria     | Jugosławia | Grecja     |
| 1988 | Kuba           | Chiny      | Jugosławia |
| 1989 | Kuba           | Chiny      | Japonia    |
| 1990 | Chiny          | Kuba       | Korea Płd. |
| 1991 | ZSRR           | USA        | Kuba       |
| 1992 | Kuba           | Chiny      | Korea Płd. |
| 1993 | Kuba           | Brazylia   | Korea Płd. |
| 1994 | Brazylia       | Chiny      | Rosja      |
| 1995 | Brazylia       | Kuba       | USA        |
| 1996 | Kuba           | Brayzlia   | USA        |
| 1998 | Kuba           | Chiny      | Rosja      |
| 1999 | Kuba           | Chiny      | Włochy     |
| 2000 | Chiny          | Rosja      | Chorwacja  |
| 2001 | Kuba           | Rosja      | Japonia    |
| 2002 | Rosja          | Włochy     | Chiny      |
| 2003 | Chiny          | Rosja      | Brazylia   |
| 2004 | Włochy         | USA        | Chiny      |
| 2005 | Brazylia       | Chiny      | Włochy     |
| 2006 | Brazylia       | Chiny      | Kuba       |
| 2007 | Chiny          | Kuba       | Holandia   |
| 2008 | Kuba           | Chiny      | Włochy     |
| 2009 | Brazylia       | Włochy     | Chiny      |
| 2010 | Chiny          | USA        | Kuba       |
| 2011 | Japonia        | Kuba       | Chiny      |
| 2013 | Brazylia       | Rosja      | Dominikana |
| 2014 | Niemcy         | USA        | Rosja      |
| 2015 | Turcja         | Japonia    | Holandia   |
| 2016 | Chiny          | Tajlandia  | Turcja     |
| 2017 | Brazylia       | Niemcy     | Chiny      |
| 2018 | Włochy         | Rosja      | Turcja     |
| 2019 | Polska         | Japonia    | Włochy     |

## Klasyfikacja medalowa
| Lp. | Kraj                     |   |   |   | Razem |
| --- | ------------------------ | - | - | - | ----- |
| 1.  | Kuba                     | 9 | 4 | 3 | 16    |
| 2.  | Brazylia                 | 7 | 2 | 1 | 10    |
| 3.  | Chiny                    | 6 | 9 | 5 | 20    |
| 4.  | Rosja/ Związek Radziecki | 2 | 5 | 3 | 10    |
| 5.  | Włochy                   | 2 | 3 | 4 | 9     |
| 6.  | Japonia                  | 1 | 2 | 2 | 5     |
| 7.  | Szwajcaria               | 1 | 1 | 2 | 4     |
| 8.  | Niemcy                   | 1 | 1 | - | 2     |
| 8.  | Polska                   | 1 | 1 | - | 2     |
| 10. | Holandia                 | 1 | - | 2 | 3     |
| 10. | Turcja                   | 1 | - | 2 | 3     |
| 12. | Francja                  | 1 | - | 1 | 2     |
| 13. | Czechosłowacja           | 1 | - | - | 1     |
| 14. | Stany Zjednoczone        | - | 4 | 2 | 6     |
| 15. | Jugosławia               | - | 1 | 1 | 2     |
| 16. | Tajlandia                | - | 1 | - | 2     |
| 17. | Korea Południowa         | - | - | 3 | 3     |
| 18. | Chorwacja                | - | - | 1 | 1     |
| 18. | Dominikana               | - | - | 1 | 1     |
| 18. | Grecja                   | - | - | 1 | 1     |